# Thorpe End
Thorpe End är en by i Norfolk i England. Byn är belägen 6,2 km 
från Norwich. Orten har 1 219 invånare (2016).